# Erythrodiplax ochracea
Erythrodiplax ochracea ist eine Libellenart der Gattung Erythrodiplax aus der Unterfamilie Sympetrinae. Sie fliegt in Mexiko, Belize, Honduras, Nicaragua, Panama, Kolumbien, Venezuela, Guayana, Brasilien sowie auf den Inseln Havanna, Kubas und der Dominikanischen Republik.

## Bau der Imago
Während die Jungtiere noch gelblich mit einem Touch ins olivfarbene gefärbt sind, werden die Imagines mit dem Alter (sowohl der Körper als auch die Flügel) bräunlich bis rotbräunlich. Das Gesicht ist gelblich bis rötlich bei den Männchen bzw. bräunlich bei den Weibchen. Die Flügelbasis der Männchen ist ockerfarben, was der Art zu ihrem Namen verholfen hat. 
Die Männchen erreichen Abdomenlängen zwischen 19 und 24,5 Millimetern, die Weibchen hingegen nur 18 bis 23 Millimeter. Die Länge des Hinterflügels beträgt bei den Männchen 23,5 bis 29 Millimeter bei den Weibchen 24 bis 28,5 Millimeter.

## Ähnliche Arten
Erythrodiplax ochracea ähneln Erythrodiplax connata, die beiden Arten lassen sich nur anhand der Formung der Genitalien sicher unterscheiden.